# 我的感覺
《我的感覺》（英語：Personal Feeling）是香港歌手黎明的粵語錄音室專輯，全碟由陳永明監製，收錄了10首歌曲，專輯於1991年11月19日由唱片公司寶麗金首次發行，獲得四白金銷量，其後於2018年及2025年以黑膠唱片形式重新發行。

## 製作概念
《我的感覺》專輯的同名歌曲〈我的感覺〉是黎明首次作曲的作品，將他自己對生活、工作、朋友、家庭、愛情的看法寫入歌曲中，由盧東尼編曲，黎明表示「天濛光」的意思與「黎明」相近，並寓意自己的音樂事業正處於開始階段，故以此為筆名，這首歌由向雪懷填詞，歌詞句子之間沒有一個完整的脈絡，以一段瀕臨中止的愛情為題材，通過歌詞表達出對愛情的失望及頗有存在主義的對一切都不甚了了的感覺。另一首主打歌曲〈今夜你會不會來〉由簡寧填詞，歌詞內容由一些求愛訊息堆砌而成，這首歌其中一個版本的音樂短片由小美執導，黎明和李嘉欣合作演出。專輯的第9首歌曲由監製陳永明、填詞人小美及歌手黎明共同命名，黎明認為此歌曲的節奏、歌詞和氣氛溫馨活潑，曾經提議將歌曲命名為「月下的戇男」，惟遭到否決，眾人其後決定從歌詞中尋找合適的詞句，起初計劃以「造個夢找個心頭最愛」作為曲名，後來決定命名為〈邂逅、偶遇、散步、對望〉。

## 曲目列表
| CD       | CD                       | CD       | CD                   | CD       | CD                                                                 | CD    |
| 曲序     | 曲目                     |          | 作曲                 | 编曲     | 备注                                                               | 时长  |
| -------- | ------------------------ | -------- | -------------------- | -------- | ------------------------------------------------------------------ | ----- |
| 1.       | 夜變得精彩               | 陳少琪   | 桑田佳佑（K.Kuwata） | 唐奕聰   | 改编自南方之星的〈愛する女性とのすれ違い〉                         | 4:12  |
| 2.       | 永相依                   | 潘偉源   | 薛忠銘               | 唐奕聰   | 〈朋友好久不見〉粵語版                                             | 4:02  |
| 3.       | 今夜你會不會來           | 簡寧     | 林東松               | 王豫民   | 〈今夜妳會不會來〉粵語版                                           | 4:08  |
| 4.       | 不羈舞台                 | 陳少琪   | 盧東尼               | 盧東尼   | 電影《痴情快婿》插曲 〈跟我遠走〉粵語版                            | 3:35  |
| 5.       | 我的感覺                 | 向雪懷   | 天濛光               | 盧東尼   |                                                                    | 4:34  |
| 6.       | 兩心知                   | 向雪懷   | 飞鸟凉（Ryo Aska）   | 盧東尼   | 改编自ASKA的〈はじまりはいつも雨〉 電影《神算》主題曲              | 4:21  |
| 7.       | 你令我着迷               | 向雪懷   | 小田和正             | 唐奕聰   | 改编自小田和正的〈ためらわない 迷わない〉 同曲曲目：康賢〈一個夢〉 | 4:17  |
| 8.       | 真愛在明天（周慧敏合唱） | 向雪懷   | 黎沸揮               | 盧東尼   | 改编自伍思凱和馬玉芬的〈關於愛情〉 電影《痴情快婿》主題曲          | 4:01  |
| 9.       | 邂逅、偶遇、散步、對望   | 小美     | 陳永明               | 盧東尼   |                                                                    | 3:59  |
| 10.      | 愛永不變                 | 簡寧     | 角松敏生             | 盧東尼   | 改编自角松敏生的〈Distance〉                                       | 5:08  |
| 总时长： | 总时长：                 | 总时长： | 总时长：             | 总时长： | 总时长：                                                           | 39:57 |

## 幕後製作人員
以下是《我的感覺》專輯的幕後製作人員名單：
- 鍵琴：唐奕聰（曲目1－3,7）、王豫民（曲目3）、盧東尼（曲目4－6,8－10）
- 結他：鄧建明（曲目1,2,7）、江建民（曲目3）
- 結他（主音）：蘇德華（曲目1,2,4,6,8－10）
- 低音結他：林志宏（曲目6,10）
- 敲擊樂：陳偉強（曲目4）
- 鼓：陳偉強（曲目6,10）
- 弦樂：熊宏亮（曲目5,6,8,10）
- 色士風：Teofilo Rombaoa（曲目7）
- 電子樂器：唐奕聰（曲目1,2）、盧東尼（曲目4,8,9）
- 和音：張偉文（曲目1－5,7,10）、陳美鳳（曲目1－7,9,10）、譚錫禧（曲目1－5,7,10）、李小梅（曲目1－7,9,10）、雷有曜（曲目6,9）、雷有輝（曲目6,9）
- 混音：陳澤忠（曲目4）
- 美術指導：Joel Chu
- 攝影：Sam Wong
- 監製：陳永明
- 經理人公司：百事活娛樂事業有限公司

## 評論摘要
綜合各媒體的評論，幕後團隊透過此專輯的封面照片、宣傳海報及歌曲風格，將黎明塑造成憂鬱小生的形象，有助黎明吸引女性聽眾的注意，而專輯封面上「我的感覺」的「覺」字以簡體字呈現，是有心思的安排，凸顯出黎明在北京出生的背景。黎明當時已為成為偶像派歌手，同時也曾被外界批評，在這個時候推出自己創作的歌曲〈我的感覺〉，是向大眾證明自己並非一事無成的好時機，具有特別的意義，評論認為這首歌悅耳而且成熟，呈現歌手的多愁善感、深沉和憂鬱。歌曲〈今夜妳會不會來〉的副歌第一句歌詞「今夜你會不會來 你的愛還在不在」以國語演繹，將國語歌詞融入粵語歌曲中，評論認為這是一個時代標記，反映出當時香港的流行樂壇受到台灣的國語歌曲影響。這張專輯在推出後數天已獲得四白金銷量，顯示出歌手的實力、受歡迎程度及唱片的質素。

## 流行榜成績
以下是《我的感覺》的派台歌曲名單，以及其歌曲在香港三大電子媒體音樂流行榜的最高位置。
| 派台歌曲／流行榜   | 903專業推介 | 中文歌曲龍虎榜 | 勁歌金榜 | 參考   |
| ------------------ | ----------- | -------------- | -------- | ------ |
| 〈今夜妳會不會來〉 | 兩週冠軍    | 冠軍           | 冠軍     | [ 23 ] |
| 〈我的感覺〉       | 第10位      | 第6位          | 冠軍     |        |
| 〈兩心知〉         | 第12位      | 第12位         | 未能上榜 |        |

## 獎項
以下是收錄於《我的感覺》專輯的歌曲獲頒發的獎項：
- 電視廣播有限公司1991年度勁歌金曲季選——第四季得獎歌曲〈今夜你會不會來〉[24]
- 電視廣播有限公司1991年度十大勁歌金曲頒獎典禮——十大勁歌金曲獎〈今夜你會不會來〉[25]
- 電視廣播有限公司1992年度勁歌金曲季選——第一季得獎歌曲〈我的感覺〉[26]

## 音樂錄像

### 原人演出
- 〈今夜妳會不會來〉（粵語版）（寶麗金金曲卡拉OK POL33013（1991年、部份原聲））
- 〈兩心知〉（寶麗金金曲卡拉OK POL33014（1992年、部份原聲）、寶麗金卡拉OK碟聖巨星MTV Vol.3（1993年、原聲）、寶麗金卡拉OK碟聖黎明原裝MUSIC VIDEOS卡拉OK精選（1994年、原聲（LD））和寶麗金卡拉OK碟聖黎明原裝卡拉OK精選（1995年、原聲（錄影帶）））
- 〈今夜妳會不會來〉（粵語版）/ 今夜妳會不會來（國語版）（寶麗金卡拉OK碟聖巨星MTV Vol.2（1993年、原聲）、寶麗金卡拉OK碟聖黎明原裝MUSIC VIDEOS卡拉OK精選（1994年、原聲（LD））和寶麗金卡拉OK碟聖黎明原裝卡拉OK精選（1995年、原聲（錄影帶）））

### 非原人演出
- 〈真愛在明天〉（周慧敏合唱）（寶麗金金曲卡拉OK POL33013（1991年、部份原聲）和寶麗金卡拉OK碟聖15合唱歌曲精選（1992年、非原聲））
- 〈我的感覺〉（寶麗金金曲卡拉OK POL33014（1992年、部份原聲）和寶麗金卡拉OK碟聖21巨星原裝金曲（1993年、原聲））
- 〈兩心知〉（寶麗金卡拉OK碟聖29粵語歌曲精選（1993年、非原聲））